# Smermisia vicosana
Smermisia vicosana är en spindelart som först beskrevs av Bishop och Crosby 1938.  Smermisia vicosana ingår i släktet Smermisia och familjen täckvävarspindlar. Inga underarter finns listade i Catalogue of Life.